# Вибори до Європейського парламенту в Хорватії 2014
Вибори в Європейський парламент у Хорватії пройшли 25 травня 2014 року. Хорватія представлена 11 депутатами. Вибори 2014 року стали першими черговими європейськими виборами в країні.
Хорватія приєдналася до Європейського союзу 1 липня 2013 року, а вибори відбулися 14 квітня 2013 року. Вперше в історії ЄС європейські вибори проходили в країні, яка на той момент ще не входила до Союзу. Було обрано 12 депутатів. У зв'язку з фіксованим числом депутатів Європарламенту хорватська делегація була зменшена до 11 парламентаріїв.

## Результати
- ХДС — 6 місць
- Кукуріку — 4 місця
- Партія за сталий розвиток — 1 місце

## Обрані депутати
| ХДС і союзники                                                                                            | Кукуріку                                                        | ORaH           |
| --- | --------------------------------------------------------------- | -------------- |
| 1. Андрей Пленкович 2. Дубравка Шуїця 3. Івана Малетич 4. Маріяна Петір 5. Ружа Томашич 6. Давор Іво Штір | 1. Невен Мимиця 2. Біляна Борзан 3. Йозо Радош 4. Тоніно Піцула | 1. Мірела Холі |